# Pseudocalamobius yunnanus
Pseudocalamobius yunnanus là một loài bọ cánh cứng trong họ Cerambycidae.